# 포데 발로투레
포데 발로투레(프랑스어: Fodé Ballo-Touré, 1997년 1월 3일 ~ )는 세네갈의 축구 선수이다. 그의 포지션은 왼쪽 풀백으로, 현재 프랑스 리그 1의 르아브르에서 활약하고 있다.

## 클럽 경력

### 릴
발로투레는 파리 생제르맹 아카데미를 통해 성장했다. 2017년 7월 1일, 그는 PSG와의 계약이 만료되었고, 마르셀로 비엘사 감독이 이끄는 릴과 계약을 맺었다. 2017년 8월 6일, 그는 3-0으로 이긴 낭트와의 홈 경기에서 리그 1 데뷔전을 치렀다. 그는 경기에 선발로 출전하였고, 하프타임에 로미니그 콰메와 교체되었다.

### 모나코
2019년 1월 10일, 발로투레는 모나코로 이적하였다.

### 밀란
2021년 7월 18일, 발로투레는 밀란과 2025년 6월까지 계약을 맺었다.

#### 풀럼 (임대)
2023년 9월 1일, 발로투레는 프리미어리그의 풀럼으로 한 시즌 동안 임대되었다.

## 국가대표팀 경력
발로투레는 프랑스에서 말리인 아버지와 세네갈인 어머니 사이에서 태어났다. 그는 프랑스 청소년 국가대표였다. 그러나, 그는 프랑스와 말리를 제치고 세네갈을 대표하기로 결정했다. 그는 2021년 3월 26일, 0-0으로 비긴 콩고 공화국과의 경기에서 세네갈 축구 국가대표팀 데뷔전을 치렀다.
그는 2021년 아프리카 네이션스컵에 참가하는 세네갈 국가대표팀 명단에 이름을 올렸으며, 테랑가의 사자는 이 대회에서 사상 처음으로 우승을 차지했다.
발로투레는 우승 공로로 세네갈의 마키 살 대통령에 의해 국가사자훈장을 수여받았다.
그는 카타르에서 열린 2022년 FIFA 월드컵에 참가한 세네갈 국가대표팀의 일원이었으며 12월 4일, 3-0으로 패한 잉글랜드와의 16강전에서 교체 투입되며 한 차례 출전했다.
2023년 12월, 그는 코트디부아르에서 열린 2023년 아프리카 네이션스컵에 참가할 세네갈 국가대표팀 명단에 이름을 올렸다.

## 수상 내역
릴
- 리그 1 준우승: 2018–19[17]

밀란
- 세리에 A: 2021–22[18]

세네갈
- 아프리카 네이션스컵: 2021[19]

개인
- 국가사자훈장: 2022[13]